# Rangers du Texas
 Saison 2025 des Rangers du Texas
Les Rangers du Texas (Texas Rangers en anglais) sont une franchise de baseball de la Ligue majeure de baseball située à Arlington, dans la banlieue de Dallas au Texas. Ils évoluent dans la division Ouest de la Ligue américaine. La franchise fut créée en 1961 à Washington, D.C. et déménagea au Texas en 1972. Iván Rodríguez, Gaylord Perry et Nolan Ryan évoluèrent sous les couleurs des Rangers. Le nom de « Rangers » provient du corps de police d'état du même nom, la Texas Ranger Division.
Le club a ouvert le nouveau Globe Life Field, situé en face de l'ancienne maison de l'équipe de Globe Life Park in Arlington, en 2020.

## Palmarès
- Champion de Série mondiale (1) : 2023
- Champion de la Ligue américaine (3) : 2010, 2011, 2023
- Titres de division (7)[2] : 1994[note 1], 1996, 1998, 1999, 2010, 2011, 2015, 2016
- Meilleur deuxième : 2012

## Histoire

Logo des Washington Senators

### Washington Senators (1961-1971)
Après le déménagement des Senators à Minneapolis en 1960, une nouvelle franchise est créée dans la capitale fédérale. Elle reprend le même nom que l'ancienne franchise : Washington Senators. Alignant des résultats décevants, les Senators accrochent au mieux la quatrième place de leur division en 1969 en enregistrant leur seule saison positive : 86 victoires pour 76 défaites.
Avec de telles performances, les affluences restent très maigres, et le déménagement de la franchise est décidé. La réaction des fans de Washington est violente. Ils envahissent le terrain lors du dernier match de l'équipe le 30 septembre 1971 alors que les Senators menaient 7-5 et un seul batteur à retirer pour remporter la partie. Les arbitres donnent alors la victoire par forfait aux Yankees de New York et le match n'est pas complété.

### Texas Rangers (depuis 1972)

#### Débuts à Arlington

Logo de 1972 à 1982

Pendant l'hiver 1971-72, le Turnpike Stadium est agrandi et officiellement rebaptisé Arlington Stadium. Les Rangers y font leurs débuts le 15 avril 1972 avec une défaite 1-0 contre les California Angels. À l'issue de cette première saison dans le Texas, Ted Williams se retire. Whitey Herzog lui succède au poste de manager avant d'être remplacé par Billy Martin au milieu de la saison 1973. Ces deux premières saisons à Arlington sont très décevantes avec 100 défaites en 1972 et 105 en 1973. Les hommes de Billy Martin redressent la barre en 1974 en terminant deuxièmes de leur division avec 84 victoires contre 76 défaites. Dans la foulée de cette première saison positive, Billy Martin est remercié en milieu de saison 1975 après avoir enregistré 44 victoires et 51 défaites. Frank Lucchesi est nommé manager.
Lucchesi reste en poste 291 matches, soit moins de deux saisons complètes sur trois ans. Les mauvais résultats provoquent une grande instabilité au poste de manager (pas moins quatre managers différents en 1977) et les affluences stagnent entre 14 et 18 000 spectateurs par match.

#### L'ère Valentine (1985-1992)

Logo de 1984 à 1993

Bobby Valentine est nommé manager en 1985 et reste en poste jusqu'en 1992, soit 1186 matches. Les résultats ne deviennent pas brillants, mais Valentine permet à la franchise de franchir un palier en signant quatre saisons positives et trois négatives, sans accrocher toutefois une participation aux séries éliminatoires. L'émergence des recrues Ruben Sierra et Pete Incaviglia et le passage sous l'uniforme des Rangers de Nolan Ryan marquent cette période.
La franchise est cédée en avril 1989 par Eddie Chiles à un groupe d'investisseurs emmené par le futur président des États-Unis, George W. Bush. Il reste aux commandes de la franchise jusqu'à son élection au poste de gouverneur du Texas en 1994. Pendant son mandat, la ville d'Arlignton et les Rangers décident la construction d'un nouveau stade dont les travaux débutent le 30 octobre 1991. Le Ballpark in Arlington ouvre ses portes en 1994 : il est renommé Ameriquest Field en 2004, Rangers Ballpark in Arlington en 2007 et Globe Life Park in Arlington en 2014.

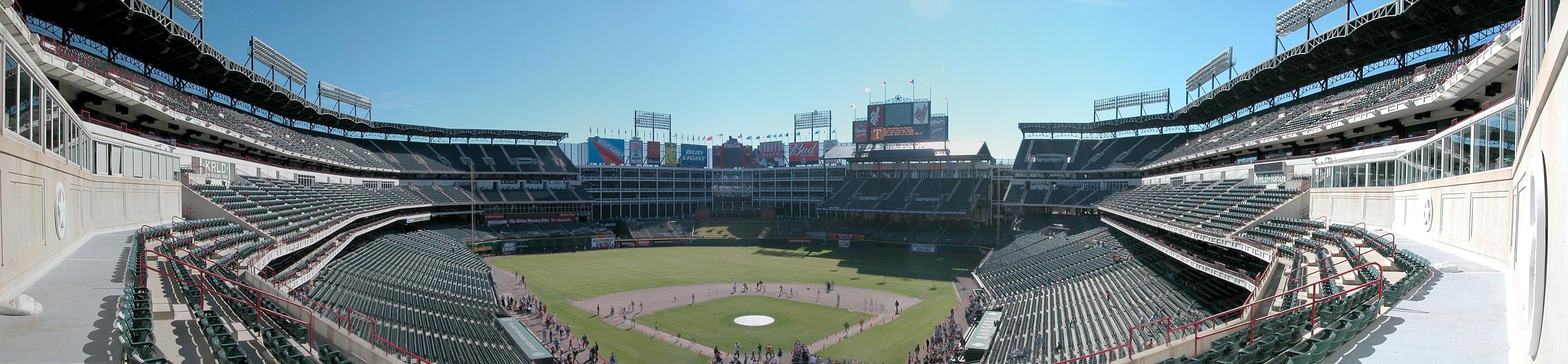
Rangers Ballpark in Arlington

#### L'ère Johnny Oates (1995-2001)

Logo de 1994 à 2001

Sous la conduite du manager Johnny Oates, la franchise remporte trois fois sa division en 1996, 1998 et 1999. À la base de ces succès, on citera Iván Rodríguez, Will Clark, Mark McLemore, Dean Palmer, Rusty Greer, Juan González et Mickey Tettleton, notamment. En revanche, les Rangers peinent à trouver des lanceurs au même niveau que leurs frappeurs.
En séries éliminatoires, les Rangers s'inclinent dès le premier tour face aux Yankees de New York en 1996. Ils remportent le premier match de cette série perdue, qui reste la seule victoire de la franchise en éliminatoires jusqu'en 2010. En 1998 et 1999, les Rangers sont balayés 3-0 par les mêmes Yankees.
Johnny Oates démissionne après 28 matches lors de la saison 2001 après une saison 2000 terne (71-91).

#### Les Rangers depuis 2001
Les Rangers parviennent à signer une saison positive en 2004 : 89 victoires pour 73 défaites, mais cette performance ne permet pas à la franchise d'accéder aux play-offs. Trois managers se sont déjà succédé depuis la démission d'Oates en 2001 : Jerry Narron (2001-02), Buck Showalter (2003-06) et Ron Washington, en poste depuis 2007.
Le 30 juillet 2007, les Rangers concluent une transaction lourde de conséquences pour l'avenir de la franchise : deux semaines après avoir refusé une offre de 140 millions de dollars US pour un contrat de huit ans, le joueur vedette Mark Teixeira est échangé avec le lanceur Ron Mahay aux Braves d'Atlanta en retour du joueur de premier but Jarrod Saltalamacchia et de quatre joueurs d'avenir : l'arrêt-court Elvis Andrus et les lanceurs Neftali Feliz, Matt Harrison et Beau Jones. Andrus et Feliz en particulier joueront un rôle important dans les deux premières conquêtes du titre de la Ligue américaine par les Rangers, quelques années plus tard. Feliz est élu recrue par excellence de l'Américaine en 2010 et établit cette année-là un nouveau record pour le nombre de sauvetages par un joueur de première année.
Dans la décennie 2010, les Rangers remportent en 2010 leur premier championnat de la Ligue américaine et jouent leur première Série mondiale. Ils s'inclinent en cinq matchs face aux Giants de San Francisco. Josh Hamilton est nommé joueur par excellence de la saison 2010 dans la Ligue américaine. 
Gagnants d'un cinquième titre de division en 2011, les Rangers conservent leur titre de champions de la Ligue américaine et affrontent les Cardinals de Saint-Louis en Série mondiale 2011. À deux reprises lors du 6e match de la série, les Rangers ne sont qu'à une seule prise de conclure le match et remporter leur premier titre du baseball majeur, mais ils perdent les deux dernières parties à Saint-Louis, s'inclinant 3 victoires à 4 en Série mondiale.
En 2012, Texas se qualifie en séries éliminatoires pour la 3e année de suite malgré une seconde place derrière Oakland dans leur division, mais perdent le match de meilleur deuxième contre Baltimore. Après avoir terminé sur une égalité avec les Rays de Tampa Bay pour la dernière place donnant accès aux éliminatoires en 2013, ils perdent un match de bris d'égalité. La saison 2014 est marquée par d'innombrables joueurs blessés, par une inhabituelle dernière place en Ligue américaine, et par la démission du gérant Ron Washington, en poste depuis 2007. Jeff Banister prend les commandes de l'équipe dès la saison 2015.
En 2023, ils remportent leur première Série mondiale.

#### Aspects financiers: faillite en 2010, puis recapitalisation
En 2010, surendetté, le club des Rangers se déclare en faillite et se place sous la protection du chapitre 11 sur la loi sur les faillites le 24 mai 2010, pour se renflouer via la revente de la franchise. Tom Hicks avait payé 250 millions de dollars en 1998 ; il espère 575 millions de la vente aux enchères qui se tient le 4 août 2010. Là, le milliardaire local, magnat du pétrole, Ray Davis s'allie à un autre milliardaire (Bob R. Simpson, également issu du secteur de la finance des hydrocarbures non conventionnels, cofondateur et ancien PDG de XTO Energy Inc, qui a fait fortune en exploitant notamment le gaz de schiste du gisement des schistes de Marcellus) et à Chuck Greenberg et Nolan Ryan pour acheter l'équipe, faisant monter les enchères jusqu'à 593 millions de dollars. Ce sont Davis et Simpson qui ont financé la majorité du fonds nécessaire à l'achat ce qui leur donne le droit de devenir co-présidents des Rangers (Davis en étant le propriétaire majoritaire). Néanmoins, bien qu'actifs dans la gestion du club, tous deux se feront toujours discrets en se présentant comme simples « consultants seniors », pendant que Greenberg et Ryan gèrent l'équipe en tant que PDG et président du club. Quelques mois plus tard, Greenberg, en 2011, donne sa démission (« une décision largement rapportée comme une éviction » selon Thomas Korosec en septembre 2012), Ryan a assumé le rôle de PDG du club. En 2013, Ryan quitté l'équipe et la MLB a accepte que Davis devienne, à sa place, responsable principal des Rangers, rendant Davis directement responsable des opérations de l'équipe. Malgré ce rôle officiel, Davis et Simpson travaillent toujours discrètement en arrière-plan, confiant la gestion quotidienne à Jon Daniels jusqu'en 2022 (d'abord en tant que directeur général, puis en tant que président des opérations de baseball) et à Chris Young, devenu directeur général du club à partir de 2023, année où les Rangers gagnent contre les Diamondbacks de l'Arizona, en cinq matchs, remportant la Série mondiale 2023, offrant à Davis son premier championnat victorieux.

## Trophées et honneurs individuels

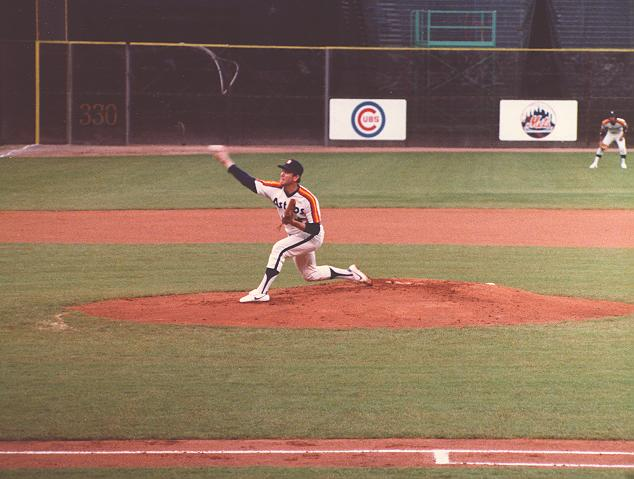
Nolan Ryan

### Rangers auTemple de la renommée du baseball
Aucun ancien joueur des Rangers ou des Senators n'est membre du Temple de la renommée du baseball en tant que membre de cette franchise. Cinq joueurs ou managers ayant porté les couleurs des Senators ou des Rangers sont membres du Temple de la renommée.
- Ted Williams, gérant (1969-72)
- Ferguson Jenkins, lanceur (1974-75 et 1978-81)
- Gaylord Perry, lanceur (1975-77 et 1980)
- Nolan Ryan, lanceur (1989-93)
- Iván Rodríguez, receveur (1991-2002 et 2009)
- Rich Gossage, lanceur (1991)

### Numéros retirés
- 7 Iván Rodríguez, receveur (1991-2002, 2009)
- 10 Michael Young, joueur de champ intérieur (2000-12)
- 26 Johnny Oates, manager (95-01)
- 29 Adrián Beltré, joueur de troisième but (2011-18)
- 34 Nolan Ryan, lanceur (1989-93)
- 42 Jackie Robinson, retiré par la MLB

### Autres trophées et honneurs
| MVP de la saison (depuis 1911) : - Jeff Burroughs (1974) - Juan González (1996 et 1998) - Iván Rodríguez (1999) - Alex Rodriguez (2003) - Josh Hamilton (2010) |  | Manager de l'année (depuis 1983) : - Johnny Oates (1996) - Buck Showalter (2004) |  | Prix Hank Aaron (depuis 1999) : - Alex Rodriguez (2001, 2002 et 2003) Recrue de l'année (depuis 1947) : - Mike Hargrove (1974) - Neftali Feliz (2010) |

## Managers
| Nom            | Saisons | Vic.déf. | %     |
| -------------- | ------- | -------- | ----- |
| Mickey Vernon  | 1961-63 | 137-141  | ,493  |
| Gil Hodges     | 1963-67 | 321-444  | ,420  |
| Jim Lemon      | 1968    | 65-96    | ,404  |
| Ted Williams   | 1969-72 | 273-364  | ,429  |
| Whitey Herzog  | 1973    | 47-91    | ,341  |
| Billy Martin   | 1973-75 | 137-141  | ,493  |
| Frank Lucchesi | 1975-77 | 142-149  | ,488  |
| Eddie Stanky   | 1977    | 1-0      | 1,000 |
| Connie Ryan    | 1977    | 2-4      | ,333  |
| Billy Hunter   | 1977-78 | 146-108  | ,575  |
| Pat Corrales   | 1978-80 | 160-164  | ,494  |
| Don Zimmer     | 1981-82 | 95-106   | ,473  |

| Nom                                          | Saisons     | Vic.déf. | %    |
| -------------------------------------------- | ----------- | -------- | ---- |
| Darrell Johnson                              | 1982        | 26-40    | ,394 |
| Doug Rader                                   | 1983-85     | 155-200  | ,437 |
| Bobby Valentine                              | 1985-92     | 581-605  | ,490 |
| Toby Harrah                                  | 1992        | 32-44    | ,421 |
| Kevin Kennedy                                | 1993-94     | 138-138  | ,500 |
| Johnny Oates                                 | 1995-2001   | 506-476  | ,515 |
| Jerry Narron                                 | 2001-02     | 134-162  | ,453 |
| Buck Showalter                               | 2003-2006   | 319-329  | ,492 |
| Ron Washington                               | 2007-2014   | 664-611  | ,521 |
| Tim Bogar                                    | 2014        | 14-8     | ,636 |
| Jeff Banister                                | 2015-2018   | 325-313  | ,509 |
| Don Wakamatsu                                | depuis 2018 | 3-7      | ,300 |
| Données arrêtées à la fin de la saison 2018. |             |          |      |

## Affiliés en ligues mineures
| Niveau | Franchise               | Ligue                         | Ville      | État                   | Affilié depuis |
| ------ | ----------------------- | ----------------------------- | ---------- | ---------------------- | -------------- |
| AAA    | Express de Round Rock   | Ligue de la côte du Pacifique | Round Rock | Texas                  | 2021           |
| AA     | RoughRiders de Frisco   | Texas League                  | Frisco     | Texas                  | 2003           |
| A+     | Crawdads de Hickory     | South Atlantic League         | Hickory    | Caroline du Nord       | 2009           |
| A-     | Wood Ducks de Down East | Carolina League               | Kinston    | Caroline du Nord       | 2017           |
| Rookie | ACL Rangers             | Arizona Complex League        | Tempe      | Arizona                | 2003           |
| Rookie | DSL Rangers 1           | Dominican Summer League       | Boca Chica | République dominicaine | 1992           |
| Rookie | DSL Rangers 2           | Dominican Summer League       | Boca Chica | République dominicaine | 1997           |